# آتلانتیس ۲ (فیلم)
آتلانتیس ۲ (انگلیسی: Beyond Atlantis) فیلمی است که در سال ۱۹۷۳ منتشر شد. از بازیگران آن می‌توان به پاتریک وین، ویک دیاز و جان اشلی اشاره کرد.